# Milan (Georgia)
Milan – miasto w Stanach Zjednoczonych, w stanie Georgia, w hrabstwie Dodge.